# Ministre de l’Agriculture, de la Pêche maritime, du Développement rural et des Eaux et Forêts
Au Maroc, le ministre de l'Agriculture, de la Pêche maritime, du Développement rural et des Eaux et Forêts est le ministre chargé de la politique agricole, halieutique, forestière, et alimentaire. Le poste est occupé depuis le 7 octobre 2021 par Mohamed Sadiki.

## Liste des ministres
| Ministre                  | Gouvernement                                                                                      | Parti |
| ------------------------- | ------------------------------------------------------------------------------------------------- | ----- |
| Abdelaziz Meziane Belfkih | Lamrani VI (1993-1994) Filali I (1994-1995)                                                       | Sans  |
| Hassan Abouyoub           | Filali II (1995-1997)                                                                             | Sans  |
| Abdelaziz Meziane Belfkih | Filali III (1997-1998)                                                                            | Sans  |
| Habib el-Malki            | el-Youssoufi I (1999-2000)                                                                        | USFP  |
| Ismaïl Alaoui             | el-Youssoufi II (2000-2002)                                                                       | PPS   |
| Mohand Laenser            | el-Youssoufi I (1999-2000) el-Youssoufi II (2000-2002) Jettou I (2002-2004) Jettou II (2004-2007) | MP    |
| Aziz Akhannouch           | El Fassi (2007-2012) Benkiran I (2012-2013) Benkiran II (2013-2017) El Othmani (2017-2021)        | RNI   |
| Mohamed Sadiki            | Akhannouch (2021-                                                                                 | RNI   |